# Jabez
Jabez (hebräisch יַעְבֵּץ) ist eine Person der Bibel. Die Bedeutung des Namens wird mit „Er macht Schmerzen“ oder „traurig, kummervoll“ angegeben. Nach dem 1. Buch der Chronik
(1 Chr 4,9–10 ) war Jabez ein angesehener Mann aus dem israelitischen Stamm Juda. Bemerkenswert ist sein Gebet um Segen. Weitere Angaben über Jabez sind in der Bibel nicht enthalten. Über das Gebet schrieb Bruce Wilkinson ein zum Bestseller gewordenes Andachtsbuch.
Weiterhin erwähnt die Bibel eine Stadt in Juda 1 Chr 2,55 , vor allem bewohnt von den Familien der Schreiber.
Ob ein Zusammenhang zwischen der biblischen Person und dem Ort gleichen Namens besteht, ist unbekannt.